# Chelmsford
Chelmsford is een plaats in het bestuurlijke gebied Chelmsford, in het Engelse graafschap Essex. De plaats telt 110.000 inwoners.

## Geschiedenis

### Vroege geschiedenis
In de wijk Springfield zijn nederzettingen gevonden uit de Nieuwe Steentijd en de late Bronstijd. Rond het jaar 60 bouwden de Romeinen er een fort, waarnaast een nederzetting ontstond, die Caesaromagus heette.
In het Domesday Book (1086) werd de plaats aangeduid als "Celmeresfort" en in 1189 als Chelmsford. De plaats dankt zijn ontstaan en naam aan een voorde (ford in het Engels) in de rivier de Chelmer. In 1199 werd er toestemming verleend om een markt te houden, wat de oorsprong vormt voor de plaats van vandaag.

### Tweede Wereldoorlog
Tijdens de Tweede Wereldoorlog werd Chelmsford, waar veel oorlogsindustrie was, meerdere malen het slachtoffer van luchtaanvallen. De bloedigste hiervan vond plaats op dinsdag 19 december 1944, toen een V2 39 mensen doodde.

### Recente geschiedenis
In de jaren 1980 verdween veel industrie, maar Chelmsfords locatie in het hart van Essex en korte afstand tot Londen trok nieuwe bedrijvigheid aan. Ook forenzen veel inwoners naar Londen.

## Geografie
In Chelmsford komen de rivieren de Can en de Chelmer bij elkaar.

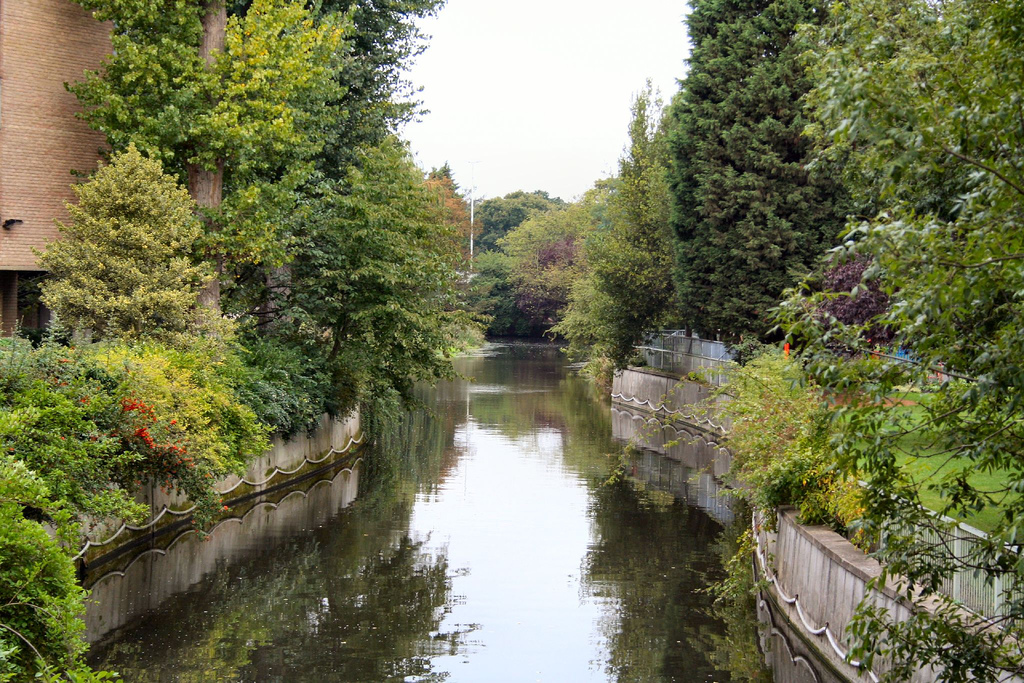
De rivier de Can

## Bezienswaardigheden
Bezienswaardig is de kerk uit de 15e eeuw in een laat-gotische, zogenaamde 'perpendicular' stijl. Sinds 1914 is de kerk kathedraal.

## Sport

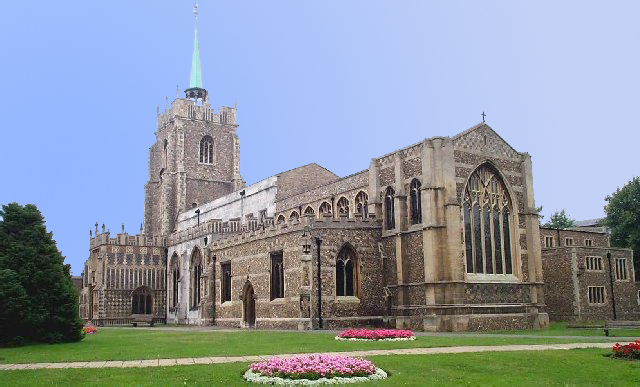
Kathedraal van Chelmsford

In Chelmsford speelt de lokale voetbalclub, Chelmsford City FC. Anno seizoen 2022-2023 speelt de club in de National League South.

## Geboren
- James Prinsep (1799 – 1840), metallurg, taalkundige, antiquair en oriëntalist
- Amanda Root (1963), actrice
- Tom Payne (1982), acteur
- Isaac Hayden (1995), voetballer
- Isobelle Molloy (2000), actrice
- Oliver Bearman (2005), autocoureur